# Allan Clarke (futebolista)
Allan John Clarke (Willenhall, 31 de julho de 1946) é um ex-futebolista e treinador inglês, que atuava como atacante.

## Carreira
Allan Clarke fez parte da Seleção Inglesa de Futebol que disputou a Copa do Mundo de 1970.

## Ligações Externas
- Perfil em FIFA.com (em inglês)